# Phytodietus
Phytodietus is een geslacht van insecten uit de orde vliesvleugeligen (Hymenoptera) en de familie Ichneumonidae.

## Soorten
- P. alpinator Aubert, 1969
- P. antennator Kasparyan, 1993
- P. arcuatorius (Thunberg, 1824)
- P. astutus Gravenhorst, 1829
- P. basalis Kasparyan, 1993
- P. bayeri (Gregor, 1935)
- P. elongator Aubert, 1963
- P. ericeti Roman, 1938
- P. femoralis Holmgren, 1860
- P. gelitorius (Thunberg, 1824)
- P. geniculatus Thomson, 1877
- P. griseanae Kerrich, 1962
- P. hungaricus Gyorfi, 1944
- P. incognitus Tolkanitz, 1973
- P. januszi Kostro-Ambroziak, 2007
- P. montanus Tolkanitz, 1979
- P. obscurus (Ratzeburg, 1852)
- P. ornatus Desvignes, 1856
- P. polyzonias (Forster, 1771)
- P. rhodopaeus Kolavov, 2003
- P. variegatus (Boyer de Fonscolombe, 1854)